# تيرشاب
تيرشاب هي قرية في مقاطعة سراب، إيران. عدد سكان هذه القرية هو 99 في سنة 2006.